# Skansen (Stockholm)

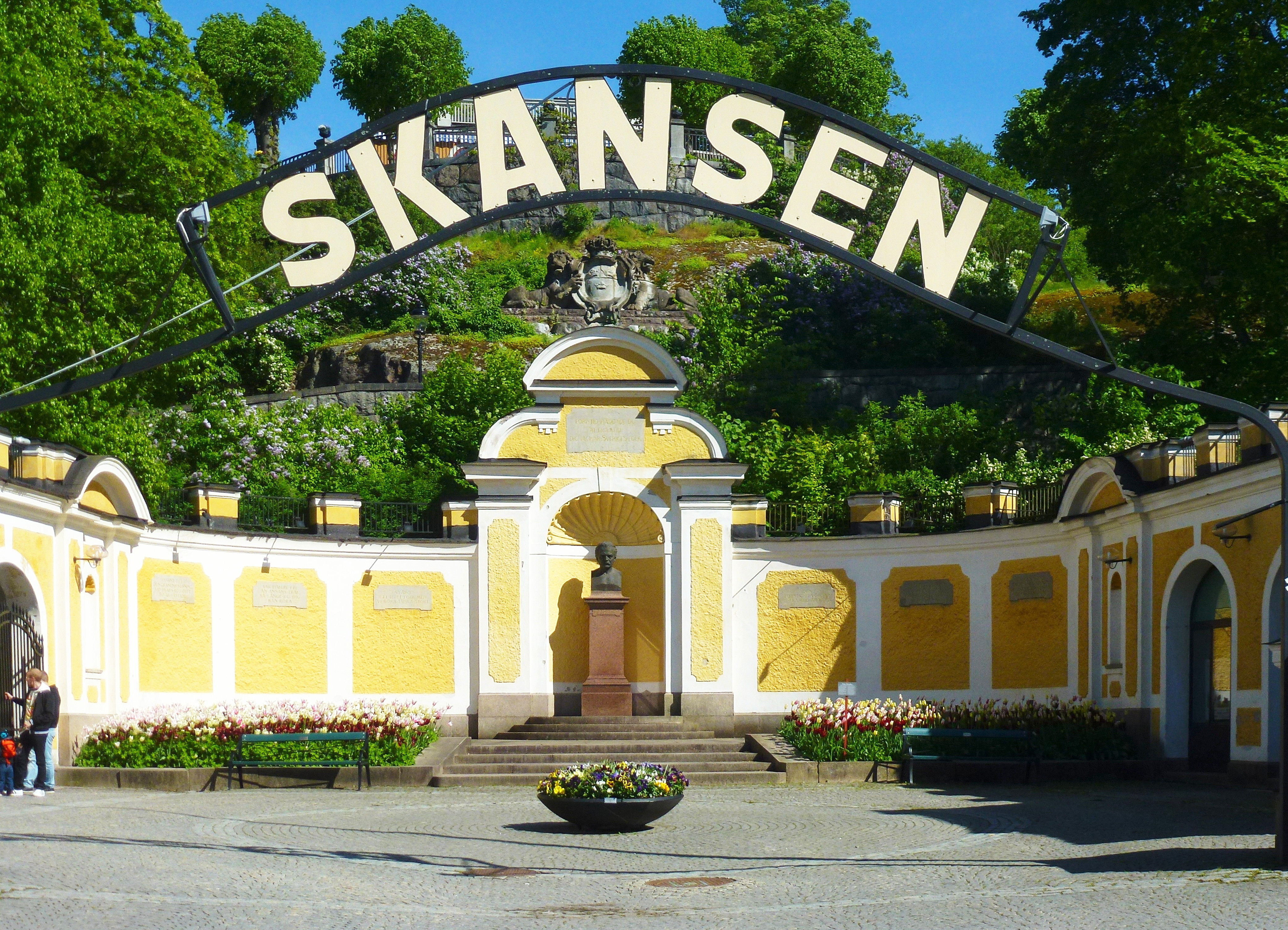
Hazeliusporten, der ursprüngliche Haupteingang beim Biologiska Museet

Skansen (schwedisch für Die Schanze) ist ein Stockholmer Freilichtmuseum im Westteil der Halbinsel Djurgården. Es wurde von Artur Hazelius ursprünglich als Anhang zum Nordiska Museet geschaffen und am 11. Oktober 1891 eröffnet.

## Beschreibung

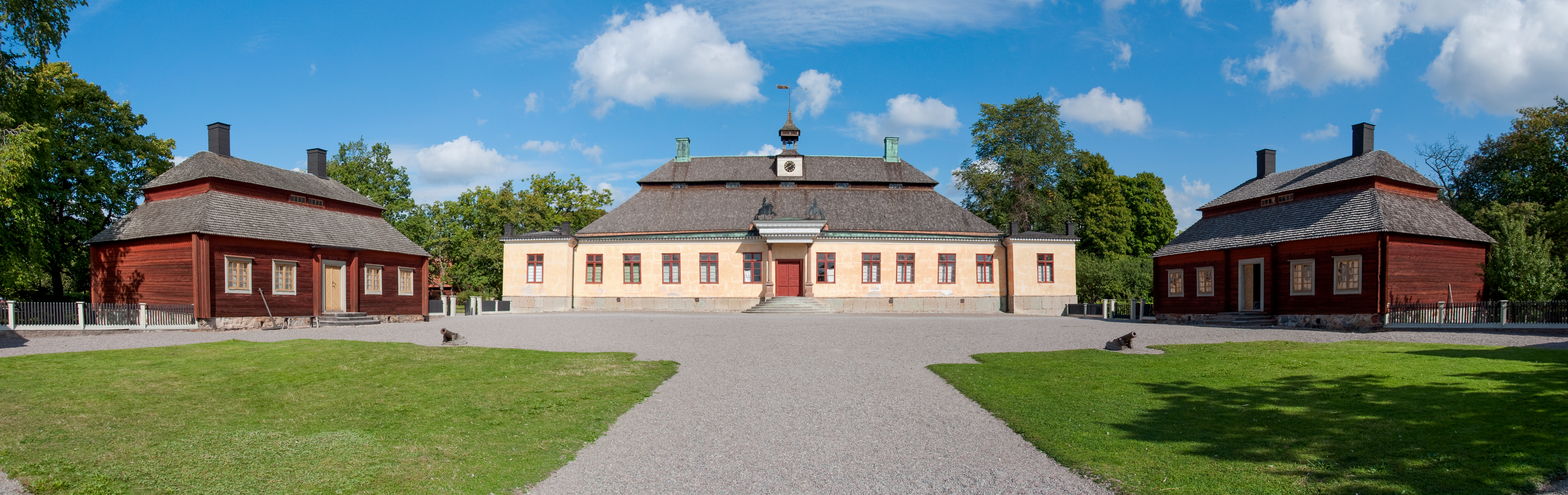
Herrenhaus Skogaholm im Skansen (2013)

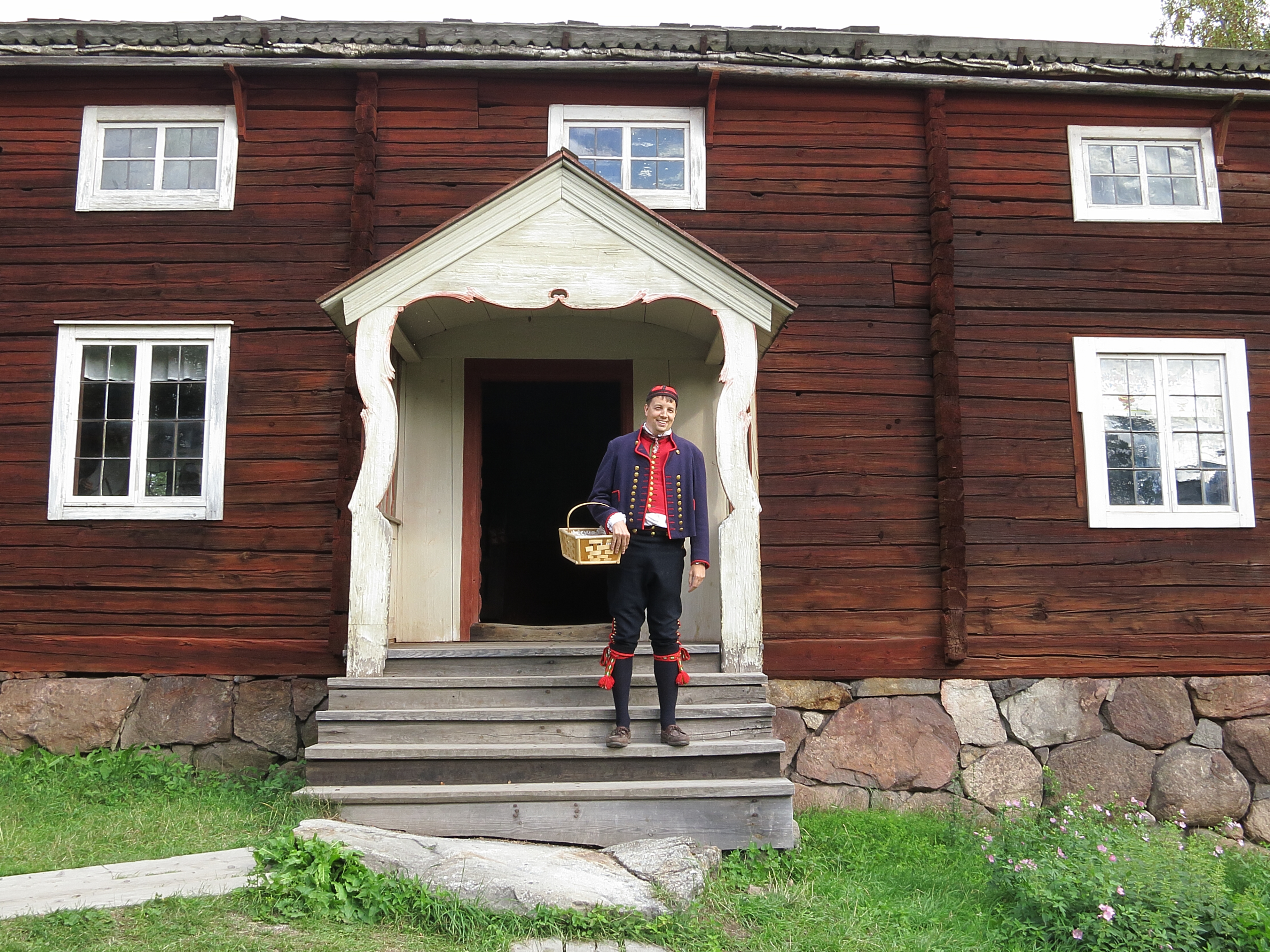
Der Bauernhof Delsbogården mit „Bewohner“ in nordischer Tracht

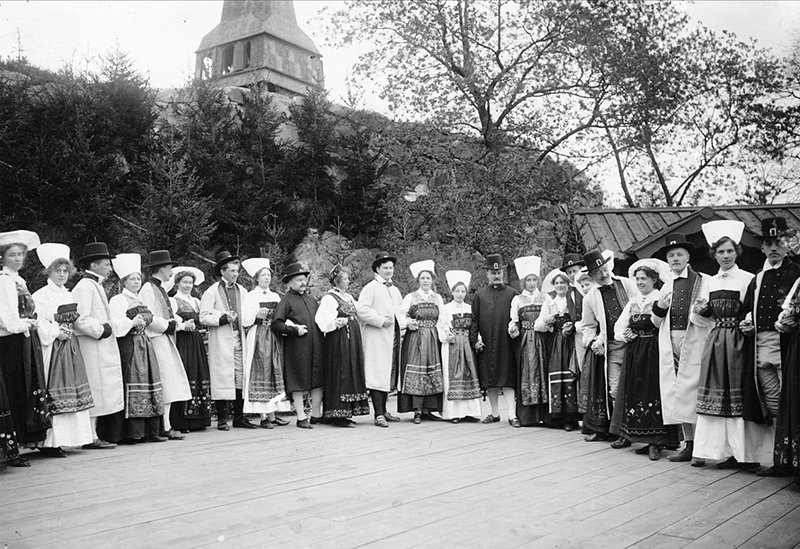
Volkstanzgruppe in Tracht (1904)

„Skansen“ ist ein Ausdruck der nationalromantischen Strömungen dieser Zeit und sollte den Schweden die eigene, durch die beginnende Industrialisierung bedrohte Volkskultur in Form eines lebenden Museums näherbringen. Die Idee oder Aufgabe war die Sicherung, Erhaltung und Konservierung bzw. die Wiederaufstellung und Rekonstruktion von typischen Bauten und authentischen Objekten, deren Ausstattung, Einrichtungen, Möbeln, Geräte, Werkzeugen usw. Die skandinavische Holzarchitektur macht das Versetzen von ganzen Gebäuden ein wenig leichter, doch es sind auch Häuser aus Stein und Backstein in Skansen erfolgreich übersiedelt worden. Der Moragården zeigt das erste Haus sowie das älteste Gebäude, die nach Skansen versetzt wurden.
Ungefähr 150 Gebäude aus allen Landesteilen und aus unterschiedlichen sozialen Umgebungen wurden in das Museum transloziert: von Bauernhöfen aus unterschiedlichen Regionen über ein Handwerksviertel und Bürgerhäuser, der Seglora-Kirche und der Schule von Väla, Hütten der Landarbeiter bis zum Herrenhof Skogaholm. Die Gebäude sind in die für die jeweilige Region typische Flora eingebettet.
Von Anfang an wollte Hazelius auch die Tierwelt Skandinaviens zeigen. Der Lagerplatz der Samen wurde mit einem Rentiergehege versehen, und nach und nach entstand ein Tierpark, der heute ungefähr 300 Tiere vorwiegend aus der nordischen Fauna umfasst. Im April 2019 wurde das Baltic Sea Science Center in Skansen eröffnet.
Da Skansen als lebendes Museum gedacht ist, gibt es zahlreiche Aktivitäten in den Museumsgebäuden, die Volksbräuche und -traditionen sowie Kunsthandwerk zeigen. Exemplarisch hervorzuheben sind unter anderem die Glasmanufaktur, Schreinerei und Metallwerkstatt. Diese Betriebe sind historisch ausgestattet und arbeiten mit den Methoden vergangener Tage. Des Weiteren werden auch historische und nationale Feste im Museum gefeiert und die Freilichtbühne wird regelmäßig für Veranstaltungen wie Konzerte genutzt.
Der Name des Stockholmer Museums ist seit langem eine international benutzte Bezeichnung für Anlagen ähnlicher Art. Besonders in den baltischen Republiken, Polen, Tschechien, der Slowakei und der  West-Ukraine, Ungarn und Slowenien sind „Skansen“ (bzw. häufiger in der Schreibweise „Skanzen“) beliebte Anziehungspunkte des Fremdenverkehrs.

## Veranstaltungen und Ereignisse

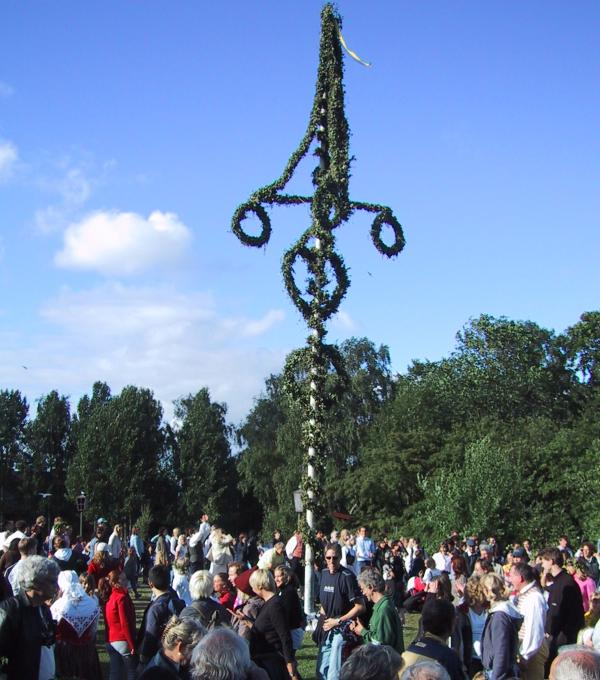
Mittsommer in Stockholms Skansen (2005)

Seit Mitte der 1890er Jahre wird zu Beginn des neuen Jahres um Mitternacht die schwedische Version des Gedichts „Ring Out, Wild Bells“ von Alfred Tennyson auf der Bühne vorgetragen, was auch im schwedischen Fernsehen übertragen wird.
Die alljährlich und während der Sommersaison in Skansen stattfindende Show Allsång på Skansen („Singalong in Skansen“) hat vor Ort ein sehr großes Publikum und wird im schwedischen Fernsehen übertragen.
Seit 1903 findet der Weihnachtsmarkt an den Adventswochenenden statt, welcher sich ebenso großer Beliebtheit erfreut.
Skansen hatte – seit seiner Eröffnung – über 120 Jahre lang täglich geöffnet. Dies wurde erstmals ab dem 27. November 2020 wegen der COVID-19-Pandemie unterbrochen. Der Weihnachtsmarkt wurde ebenso abgesagt. Am 1. April 2021 öffnete Skansen wieder, zunächst mit einer Begrenzung auf 5000 Besucher.

## Andere Freilichtmuseen in Schweden
Neben Skansen gibt es auch Museen mit mehr regionalem Fokus:
- Torekällbergets Freiluftmuseum in Södertälje widmet sich hauptsächlich der Landschaft Södermanland.
- Kulturen in Lund widmet sich Südschweden, hauptsächlich Schonen, Blekinge, Halland und Småland.
- Jamtli in Östersund widmet sich Jämtland und in gewissem Maß Härjedalen.
- Gamla Linköping in Linköping zeigt eine Kleinstadt vor etwa hundert Jahren in Schweden.
- Zorns Gammelgård in Mora zeigt Bauernhäuser aus Dalarna